# Mindscope
Mindscope var LOs uddannelsessekretariat for unge under 30 år.
Mindscope blev oprettet i 1996 med det formål at uddanne unge i at lave fagligt ungdomsarbejde. 
Ved udgangen af 2007 blev Mindscope lukket som følge af besparelser og omstruktureringer i FIU, Fagbevægelsens Interne Uddannelser.

## Kurser
Mindscope lavede bl.a. kurser i:
- Projektledelse
- Politiske kurser
- Organisering
- Bestyrelsesteknik
- Retorik
- Pressestyring